# Calcolo con le dita
Il calcolo con le dita, conosciuto anche come dattilonomia, è l'atto di contare usando le proprie dita. Esistono molti sistemi diversi usati nel tempo e tra le culture, anche se molti di questi hanno visto un declino nell'uso a causa della diffusione delle cifre arabe.
Il calcolo con le dita può servire come forma di comunicazione manuale, soprattutto negli scambi di mercato – inclusa la comunicazione manuale nella contrattazione alle grida nel piano degli scambi – e anche nei giochi come morra.
Si sa che il calcolo con le dita risalga almeno all'antico Egitto, ma probabilmente è antecedente.

## Calcolo nella storia
Nel mondo antico erano usati complessi sistemi di dattilonomia. Nelle sue Vite Parallele, l'autore greco-romano Plutarco dice che il calcolo con le dita era utilizzato in Persia nei primi secoli a.C., quindi la pratica potrebbe avere avuto origine in Iran. Successivamente venne largamente usato nelle terre arabe medioevali. La prima citazione di questo metodo di servirsi delle mani per indicare numeri naturali potrebbe trovarsi in alcune tradizioni profetiche risalenti ai primordi dell'Islam all'inizio del 600. In una tradizione riportata da Yusayra, Maometto sfruttò le sue concubine per lodare Dio e contare con le dita (=واعقدن بالأنامل )( سنن الترمذي).
In arabo, la dattilonomia è nota come "calcolo numerico attraverso il piegamento delle dita" (=حساب العقود ). La pratica era molto conosciuta nel mondo arabofono e usata abbastanza comunemente, come evidenziato da numerose citazioni nella letteratura araba classica. I poeti erano soliti alludere ad un avaro dicendo che la sua mano faceva "novantatre", cioè un pugno chiuso, il simbolo dell'avarizia. Quando a un uomo anziano si chiedeva l'età questo rispondeva mostrando un pugno chiuso, ossia 93. Il gesto per 50 era usato da alcuni poeti (come Abdallah ibn al-Mu'tazz) per descrivere il becco di un astore.
Alcuni dei gesti impiegati per indicare numeri erano chiamati in arabo con speciali termini tecnici, come Kas' (=القصع ) per il gesto per il 29, Dabth (=الـضَـبْـث ) per il 63 e Daff (= الـضَـفّ) per il 99 (فقه اللغة). L'erudito al-Jāḥiẓ consigliava ai maestri nel suo libro Al-Bayan (البيان والتبيين) a insegnare a contare con le dita, pratica che inseriva tra i cinque metodi dell'espressione umana. In modo simile, Abu Bakr ibn Yahya al-Suli, nel suo Manuale per Segretari, scrisse che gli scribi preferivano la dattilonomia rispetto a qualsiasi altro sistema perché non richiedeva né materiali né uno strumento, a eccezione di un arto. Inoltre, esso assicurava la discrezione e perciò era in linea con la dignità della professione dello scriba. I libri che riguardavano la dattilonomia, come un trattato del matematico Abu l-Wafa Muhammad al-Buzjani, fornivano regole per l'esecuzione di operazioni complesse, come la determinazione approssimativa delle radici quadrate. Numerose poesie di tipo pedagogico trattavano esclusivamente il calcolo con le mani, alcune di queste tradotte in lingue europee, compresa una breve poesia di Shamsuddeen Al-Mawsili (tradotta in francese da Aristide Marre) e una di Abu'l-Hasan Ali ibn Muhammad al-Maghribi (tradotta in tedesco da Julius Ruska).
Una forma molto simile fu presentata dal monaco e storico Beda nel primo capitolo del suo De temporum ratione, (725), intitolato Tractatus de computo, vel loquela per gestum digitorum che permetteva di contare fino a 9999 con due mani, anche se apparentemente era poco usato per numeri intorno a 100 o superiori. Il sistema rimase in uso durante il Medioevo europeo, poiché venne presentato in una forma leggermente modificata da Luca Pacioli nel suo determinante Summa de arithmetica (1494).

## Per paese e regione
Il calcolo con le dita varia da cultura a cultura e nel tempo, ed è studiato dall'etnomatematica. Le differenza culturali nel calcolo sono a volte usate come shibboleth, soprattutto per distinguere le nazionalità in tempo di guerra. Esse costituiscono un colpo di scena nel film Bastardi senza gloria, di Quentin Tarantino, e nel libro Pi in the sky, di John D. Barrow.

### Asia
I sistemi di calcolo con le dita in uso in molte regioni dell'Asia permettono di contare fino a 12 usando una sola mano. Il pollice funge da puntatore toccando le tre falangi delle dita di ciascun dito a turno, a partire dalla falange più esterna del mignolo. L'altra mano è usata per mostrare il numero di basi 12 completate. Si continua così fino a quando non si raggiunge la dodicesima dozzina, cioè fino al numero 144.
I gesti numerici cinesi arrivano fino a 10 ma possono avere differenze regionali.
In Giappone, il calcolo per se stessi inizia con il palmo di una mano aperta. Come nei paesi slavi orientali, il pollice rappresenta il numero 1; il mignolo è il numero 5. Le dita sono piegate all'interno mentre si conta, a partire dal pollice. Il palmo chiuso indica il numero 5. invertendo l'azione, il numero 6 è rappresentato dal pollice esteso. tornando ad aprire il palmo si comunica il numero 10. Comunque, per indicare i numeri naturali agli altri la mano è usata allo stesso modo di un anglofono. L'indice diventa il numero 1; il pollice ora rappresenta il numero 5. Per i numeri superiori a cinque, si colloca il numero appropriato di dita dell'altra mano contro il palmo. Per esempio, il numero 7 è rappresentato premendo l'indice e il medio contro il palmo della mano aperta. Il numero 10 è mostrato presentando entrambe le mani aperte con i palmi verso l'esterno.
In Corea, il Chisanbop permette di mostrare qualsiasi numero compreso tra 0 e 99.

### Mondo occidentale
Nel mondo occidentale si alza un dito per ciascuna unità. Mentre esistono profonde differenze tra i paesi e addirittura all'interno degli stessi, esistono in generale due sistemi. La differenza principale tra i due sta nel fatto che nel sistema europeo si inizia a contare dal pollice, mentre con quello americano si inizia a contare dall'indice.
Nel sistema principalmente usato nell'Europa continentale, il pollice rappresenta l'1, il pollice più l'indice rappresenta il 2 e così via, fino a pollice più indice, medio, anulare e mignolo, che rappresenta il 5. Ciò continua nell'altra mano, dove un palmo aperto più il pollice dell'altra mano indica il 6, e così via.
Nel sistema maggiormente usato nelle Americhe e nel Regno Unito, il dito indice è i numero 1; l'indice e il medio sono il 2; indice, medio e anulare indicano il 3, indice, medio, anulare e mignolo rappresentano il 4; le quattro dita più il pollice sono il 5. Ciò continua nell'altra mano, dove un palmo aperto più l'indice sono il 6, e così via.

## Altri sistemi di calcolo con il corpo

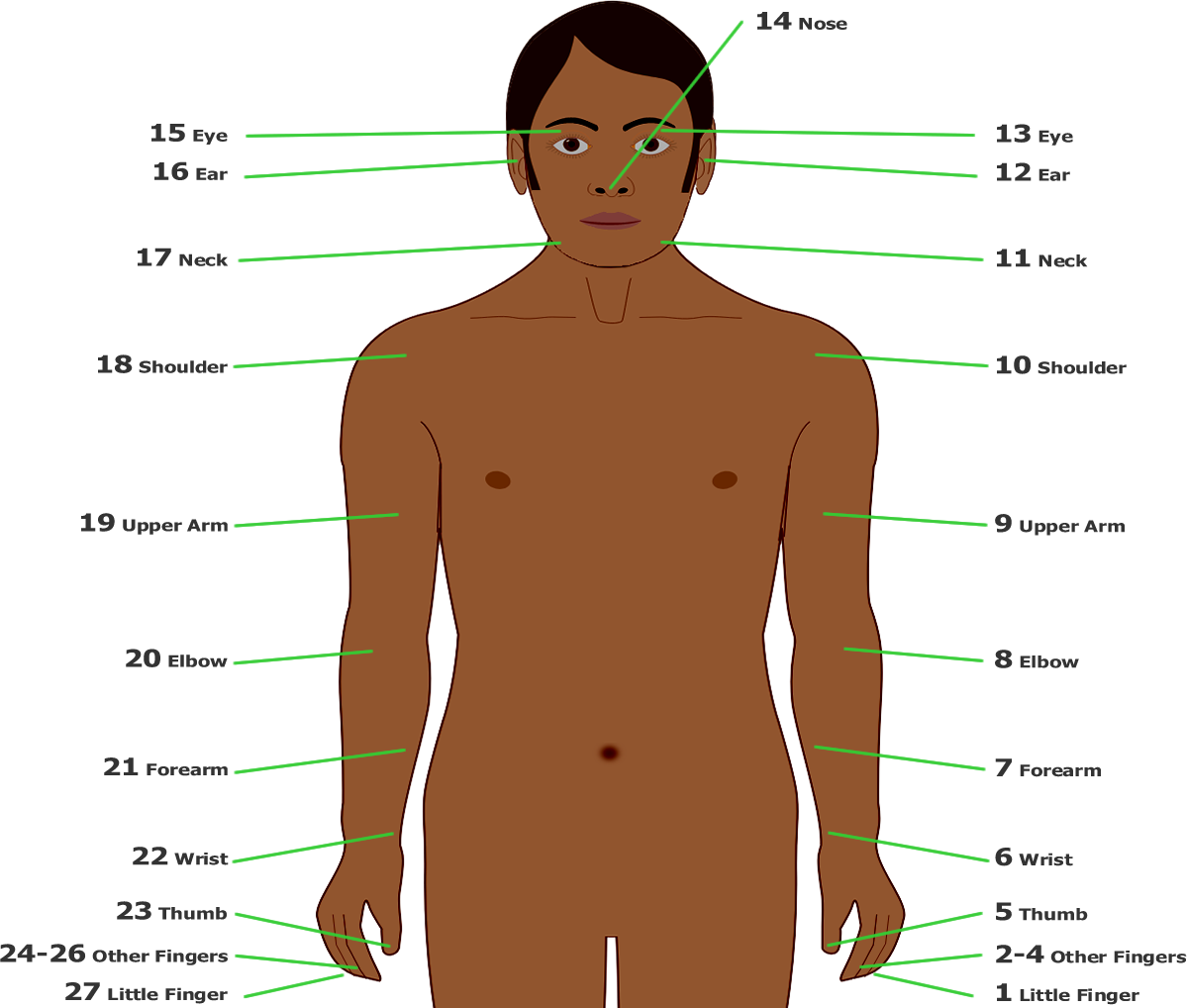

Senza dubbio il sistema di calcolo decimale (in base 10) è salito alla ribalta grazie alla larga diffusione del calcolo con le dita, ma nel mondo sono stati usati molti altri sistemi di calcolo. Similmente, i sistemi in base 20, come quello utilizzato dai Maya Pre-Colombiani, sono probabilmente derivati dal calcolo con le dita di mani e piedi. Questo è suggerito dalle lingue delle tribù della zona centrale del Brasile, dove la parola per 20 incorpora spesso il termine piedi. Altre lingue che usano il sistema in base 20 si riferiscono spesso a venti in termini di uomini, ovvero, 1 uomo = 20 dita di mani e piedi. Per esempio, la tribù Dene del Nord America indica 5 con la mia mano muore, a 10 con le mie mani sono morte, a 15 con le mie mani sono morte e un piede è morto, a 20 con un uomo muore. Persino il francese oggi mostra dei residui di un sistema gallico in base 20 nel nome dei numeri da 60 a 99. Per esempio, il 65 è soixante-cinq (letteralmente, "sessanta [e] cinque"), mentre 75 è soixante-quinze (letteralmente, "sessanta [e] quindici").
La lingua Yuki in California e le lingue Pame in Messico hanno sistemi ottali (in base 8) perché contano usando gli spazi tra le loro dita piuttosto che le dita stesse.
Nelle lingue della Nuova Guinea e dell'Australia, come la lingua Telefol della Papua Nuova Guinea, è usato il calcolo con il corpo, per avere sistemi di calcolo a base più alta, fino a base 27. Nell'Isola Muralug il sistema di calcolo procede nel seguente modo: a partire dal mignolo della mano sinistra, si conta ciascun dito, poi per i numeri da 6 a 10, si tocca e nomina successivamente il polso sinistro, il gomito sinistro, la spalla sinistra, il petto sinistro e lo sterno. Per i numeri da 11 a 19 si contano poi in ordine opposto le parti del corpo sul lato destro, con il mignolo destro (che indica il 19). Una variante diffusa tra i papuani di Nuova Guinea usa sulla sinistra, in ordine, le dita, il polso, il gomito, la spalla, l'orecchio sinistro e l'occhio sinistro. Poi, sull'altra parte del corpo, l'occhio destro, il naso, la bocca, l'orecchio destro, la spalla, il polso e infine le dita della mano destra, sommando fino a 22 anusi o mignoli.
Calcolo fino a 27 attraverso la conta con le parti del corpo usato dal popolo della Sibil Valley dell'ex Nuova Guinea Olandese: